# Річкові монітори проєкту СБ-37
Проєкт СБ-37 — серія радянських річкових моніторів, що будувалися в 1934–1936 роках і що брали участь в Другій світовій війні. Конструктор Олександр Байбаков.

## Особливості проєкту
Серія з шести річкових моніторів, побудованих у 1934–1937 роках на заводі «Ленінська кузня» в Києві призначалася для озброєння Дніпровської військової флотилії. Проєкт СБ-37 був розроблений конструкторським судно-механічним бюро заводу на чолі з О. Б. Байбаковим і М. М. Бойко.
Корпус моніторів замовлення СБ-37 — цільноклепаний, з прямими бортами і плоским подвійним дном. Корма з двома тунелями, закінчувалася транцем. Довжина корпусу 50,0 м, ширина — 8,0 м, але відбійний брус шириною 11 см і кринолін, який захищав стерно збільшували найбільші розміри корабля до 51,2×8,22 м. Висота борту — 2,1 метри від 10-го до 100-го шпангоута, поступово зменшується до 1,6 метри від 10-го шпангоута в ніс. Осадка склала 0,885 м при водотоннажності 272/286 тон. Корпус ділився водонепроникними перегородками на 13 відсіків, в яких розміщувалися всі службові і житлові приміщення. На верхній палубі знаходилося тільки озброєння.
В силуеті кораблів проєкту домінує башта головного калібру — броньована дев'ятигранна споруда з двома гарматами 102-мм артилерійської установки МК-2-4 (Б-18). Восьмигранна бойова (ходова) рубка висотою 2 метри нерухомо закріплена на 750-мм трубі, що проходить від днища через башту головного калібру. Усередині труби — трап, яким через прорізані в трубі лази можна потрапити з рубки в башту головного калібру або в трюм. На кормовій стінці башти закріплений броньований далекомірний пост, додатково підтримуваний двома укосами. Потрапити в далекомірну рубку з триметровим далекоміром ДМ-3 можна тільки через лаз з башти головного калібру. А на даху бойової рубки обладнаний сигнальний місток з 60-см прожектором, за яким розташована фок-щогла з марсовим майданчиком. Висота башти без бойової рубки 2,76 м, по даху далекомірної рубки — 3,92 м. Відстань від лобової до кормової стінки башти 3,75 м.
На носі й кормі були встановлені дві гарматні башти, це були універсальні артилерийські установки 40-К, що могли вести вогонь по наземних та повітряних цілях. Поруч з установками 40-К знаходилися також дві кулеметні башти, які також могли стріляти по літакам. Але 45-мм універсальні гармати та кулеметні башти не могли забезпечити надійну ППО. Тому позаду 102-мм головної башти було встановлено відкрито на палубі чотирьохствольну 7,62-мм кулеметну установку М-4. З кулеметного озброєння мався також один 7,62-мм кулемет у башті 40-К та один ручний кулемет ДП-27. У 1939 році на одному з моніторів кормову кулеметну башту було замінено башту з 37-мм гарматою Гочкіса.
З шости кораблів даного типу лише монітор «Железняков» не загинув під час відступу Червоної армії у 1941-42 роках. У середині війни його протиповітряні засоби посилили. Відтоді монітор мав дві 37-мм установки 70К і 7,62-мм кулемет на турелі.
Грот-щогла на кормовій переборці 9-го відсіку. Обидві щогли могли вручну завалюватися при проході мостів. Підпалубні відділення носової та кормової кулеметних башт додатково захищені паливними і водяними цистернами по бортах корпусу. На кормі вздовж бортів в рундуках розміщувалися запаси продовольства й інше корабельне майно; на криноліні — апаратура димопуску. Монітори оснащувалися шести- і чотирьохвесельними ялами, мався також чотиримісний відкритий сталевий катер з двигуном від ЗІС-5, який у поході буксирувався за кормою.

## Склад серії
Всього побудовано шість одиниць. Кораблі проєкту СБ-37 отримали імена моряків-учасників громадянської війни.
| Назва      | Введений у склад флоту | Флотилія                         | Примітки |
| ---------- | ---------------------- | -------------------------------- | --- |
| Железняков | 27.10.1936             | Дніпровська, Дунайська, Азовська | Пройшов всю війну, у 1960 виключено із складу флоту. 10.07.1960 становлений у Києві як пам'ятник-меморіал                             |
| Левачев    | 27.10.1936             | Дніпровська, Пінська             | 18.09.1941 підірваний командою у Києві за наказом Військової Ради 37-ї армії під час відступу                                         |
| Жемчужин   | 27.10.1936             | Дніпровська, Дунайська, Пінська  | Підірваний командою 12.08.1941 після невдалого бою                                                                                    |
| Мартинов   | 08.12.1936             | Дніпровська, Дунайська           | 18.09.1941 підірваний командою біля Благовіщенки                                                                                      |
| Флягін     | 30.12.1936             | Дніпровська, Пінська             | 18.09.1941 підірваний командою у Києві за наказом Військової Ради 37-ї армії під час відступу                                         |
| Ростовцев  | 13.05.1937             | Дніпровська, Дунайська, Пінська  | 18.09.1941 підірваний командою у Києві під час відступу, піднятий, відновлений, використовувався як навчально-артилерійський корабель |